# Доргонь
Айсиньгиоро Доргонь (17 ноября 1612 — 31 декабря 1650) — маньчжурский полководец и государственный деятель, регент Цинской империи в Китае (1643—1650), четырнадцатый сын Нурхаци (1559—1626), первого хана маньчжурской династии Цин (1616—1626), младший брат и сподвижник второго цинского императора Абахая (1626—1643). Его матерью была ханша Сяолэ, третья жена Нурхаци.

## Биография
При жизни свого отца Нурхаци Доргонь получил титул князя третьей степени (бэйлэ) и пятнадцать рот (ниру) самого почётного маньчжурского «жёлтого знамени».
В 1626 году после смерти хана Нурхаци и воцарения его сына Абахая (1592—1643, правил с 1626 по 1636 год) началась блистательная карьера Доргоня. Абахай присвоил ему высший тогда княжеский титул (хошо бэйлэ), утвердив его командующим «белым знаменем». Абахай покровительствовал своему младшему брату, а тот платил монарху своей верностью. С годами Доргонь приобрёл большой военный опыт, постоянно участвуя в завоевательных маньчжурских походах. Особенно отличился Доргонь в 1628 году в войне против южномонгольского Чахарского ханства. За проявленную отвагу Доргонь получил от старшего брата Абахая почётный монгольский титул «Мэргэнь дайчин» (Мудрый воитель).
С созданием в 1631 году системы «шести ведомств» (министерств) Доргонь получил пост начальника ведомства чинов (либу), то есть стал вторым после Абахая лицом в Маньчжурском государстве. Сановную должность «министра» Доргонь прекрасно совмещал с карьерой военачальника. Весной и летом 1635 года Доргонь вместе с князьями Иото и Хаогэ (1609—1648) руководил покорением Чахарского ханства. Конница под его командованием захватила врасплох остатки чахарских войск и вынудила их сдаться. При этом в руки Доргоня попали последний правитель Чахарского ханства — малолетний Эджэй-хан и его мать. Доргонь завершил завоевание Южной Монголии и присоединение её к маньчжурским владениям.
В том же 1635 году Доргонь руководил военным походом против империи Мин. Пройдя через Великую стену, маньчжурская конница ворвалась в Северный Китай и разорила провинцию Шаньси. Нападавшие захватили и разграбили четыре города. Все их население и 76 тыс. голов скота маньчжуры увели на свою территорию. К этому времени Доргонь имел реноме не только отважного воина, искусного полководца, но и рассудительного политика и опытного администратора. Именно ум и управленческие способности выделяли его из общей массы князей, большинство которых блистало лишь воинскими доблестями. Когда маньчжурский хан Абахай в 1636 году провозгласил себя императором государства Цин, он сразу же присвоил Доргоню титул князя первой степени. С тех пор Дорогнь именовался Мудрый князь (Жуй циньван, Жуй-ван). В 1638 году ему было присвоено звание «Великий военачальник, получающий приказы» от самого императора.
В ноябре 1638 года бэйлэ Доргонь и Иото повели двумя колоннами маньчжурскую кавалерию в очередной поход на Китай. В этом победоносном набеге на Минскую империю жуй-ван Доргонь полностью затмил своего соратника Иото. В битве при Инлу он наголову разбил армию минского императора. Прорвавшись далеко на юг от Пекина, конница Доргоня прошла через три провинции — Чжили, Шаньдун и Шаньси. Нападавшие захватили и разграбили 58 городов, среди них такие крупные, как Тяньцзинь и Цзинань. В руках победителей оказались богатые трофеи и огромное количество пленных, в том числе ближайший родственник минского императора удельный князь Дэ-ван. На обратном пути войско Доргоня с колоссальным обозом беспрепятственно переправилось у Тяньцзиня через Великий канал и в начале 1639 года благополучно возвратилось в Маньчжурию. Этот военный рейд окончательно закрепил за Доргонем славу талантливого и удачливого полководца, что вызвало некоторую настороженность у императора. Цинский император Абахай ждал только повода, чтобы поставить опасного для себя младшего брата на место. Для этого он приказал Доргоню участвовать в длительных осадах китайских крепостей Суншань и Цзиньчжоу. Отсутствие тут явных успехов можно было легко приписать промашкам слишком зарвавшегося «выскочки». Такой случай представился в 1641 году при осаде Цзиньчжоу. Абахай обвинил Доргоня в нерешительности, понизил его княжеский титул на одну ступень (до цзюньвана) и наложил штраф — 10 тыс. лянов серебра. Так Доргонь оказался в положении обиженного.
Однако судьба полуопального князя круто изменилась 10 сентября 1643 года, в день смерти императора Абахая. Кончина 52-летнего богдохана была окружена тайной. По одной версии, он был ранен, болел и безуспешно лечился. Чуя приближение конца, Абахай созвал совет великих князей. Наследником престола он объявил своего девятого малолетнего сына Фулиня (1638—1661), а до его совершеннолетия управлять государством поручил двум регентам — Цзиргалану (1599—1655) и Доргоню (1612—1650). Главным был оставлен 44-летний Цзиргалан, сын Шурхаци (1564—1611), младшего брата и соратника Нурхаци. Это был племянник Нурхаци, князь первой степени (хошо циньван) и видный военачальник. Отличился в походах против Кореи (1627), Чахарского ханства (1632) и империи Мин (1641). Ещё при жизни Абахай всячески выдвигал своего двоюродного брата Цзиргалана в противовес сводному младшему брату Доргоню. Остальные великие князья (бэйлэ) должны были обеспечить поддержку двум регентам, в чём они и поклялись умирающему.
По другой версии, смерть Абахая была скоропостижной, что породило всевозможные домыслы о её насильственном характере. Тотчас же в Мукдене — тогдашней столице Цинской империи — вспыхнула яростная схватка за власть между различными группировками внутри царствовавшего Золотого рода (Айсинь-Гиоро). На экстренном заседании Совета великих князей разгорелись бурные страсти. Все началось с предложения бэйлэ Дайсаня (1583—1648), младшего брата покойного императора, посадить на трон Хаогэ (1609—1648), старшего сына Абахая. Когда этот вариант не прошёл, бэйлэ Аджигэ и бэйлэ Додо попытались отдать престол своему родному брату Доргоню, но последний решительно отказался. По маньчжурским правилам престолонаследия, Сыном Неба мог стать человек только из нисходящей по отношению к Абахаю линии, то есть его сын или внук. Тогда маньчжурские князья-военачальники потребовали провозгласить императором одного из сыновей покойного императора Абахая. Выбор пал на его девятого сына — шестилетнего Фулиня (годы царствования 1643—1661, девиз правления Шуньчжи). До его совершеннолетия Цинской империей должен был править регент.
На эту ключевую должность каждая из двух борющихся за власть группировок намеревалась посадить своего лидера. Во главе одной стоял Цзиргалан, а другая считала своим лидером Доргоня. Между этими соперниками вспыхнула подковёрная, но от этого не менее жестокая схватка за власть. Большинство маньчжурской аристократии — разные ветви царствующего рода Айсинь Гиоро побоялись начать открытую междоусобицу, которая грозила ослабить Цинскую империю и сорвать далеко идущие завоевательные планы. Поэтому дело кончилось компромиссом. Регентами стали оба лидера враждующих группировок — Доргонь и Цзиргалан. Многие опасались, что неумный политик Цзиргалан вкупе с послушным ему мальчиком-государем провалят выполнение «великих замыслов» Нурхаци и Абахая. Уже после принесения клятвы верности новому богдохану князья Адали и Сото предприняли попытку возвести на престол Доргоня. Узнавшие об этом, бэйлэ Дайсань и Доргонь публично разоблачили заговорщиков, а те сложили свои головы на плахе.
Во главе государства встали два «князя-регента» (шэчжэн ван). Однако очень скоро волевой и умный Доргонь забрал в свои руки бразды правления, оттеснив от власти своего двоюродного брата Цзиргалана. К своему званию «князь-регент» Доргонь присоединил ещё и титул «дядя императора». А на следующий год понизил своего соперника до звания «регент-помощник», то есть сделал его всего лишь своим «заместителем». На посту фактического правителя Цинской империи Доргонь проявил себя деятельным и прозорливым политиком. Его дальновидность и предусмотрительность во многом способствовали укреплению династии Цин в Китае.
С конца 1643 года Доргонь начал подготовку к очередному набегу на северные провинции Минской империи. Для этого он подтянул к Великой стене 140 тыс. всадников «восьмизнамённой» армии. Вместе с тем со смертью Абахая на плечи Доргоня легло ведение секретных переговоров с крупным китайским военачальником У Саньгуем, который командовал восточной китайской армией со ставкой в крепости Шаньхайгуань представлял на них интересы Минской империи. Последняя была истощена войной на два фронта — против маньчжуров (с 1618 г.) и против восставших крестьян (с 1628 г.). Династия Мин находилась на краю гибели и искала мира с империей Цин. В Пекине хотели развязать себе руки в Маньчжурии, а затем разгромить повстанческие армии. Предполагалось использовать для этого и грозную конницу «северных варваров». За эту услугу Пекин обещал часть китайской территории и денежное вознаграждение. Между тем стало ясно, что династия Мин уже не в силах остановить победного наступления миллионной повстанческой армии во главе с «чуанским князем» и крестьянским императором Ли Цзычэном. Регент понял, что создаётся идеальная обстановка, чтобы захватить Северный Китай вместе с Пекином. Но для этого требовалось перетянуть на свою сторону армию У Саньгуя и в союзе с ним разгромить полчища «бандитов» Ли Цзычэна. 24-25 апреля 1644 г. Ли Цзычэн овладел Пекином. Минский император повесился. И Ли Цзычэн, и Доргонь каждый предлагал У Саньгую перейти на свою сторону. Регент терпеливо ждал, пока неизбежные трения между минским полководцем и крестьянским императором перерастут в открытую войну.
Доргонь заставил У Саньгуя, боявшегося наступления крестьянских войск Ли Цзычэна, присягнуть на верность династии Цин. Затем регент со своей конницей вступил в Шаньхайгуань. Теперь на стороне Цин оказалось до 300 тыс. воинов. В двухдневном генеральном сражении 26 и 27 мая 1644 г. союзники разгромили крестьянское войско под командованием Ли Цзычэна. Решающую роль в сражении сыграла внезапная атака маньчжурской панцирной конницы. Путь на Пекин для Доргоня был открыт. Запретив У Саньгую приближаться к Пекину и даже вступать в него , Доргонь захотел сам овладеть столицей Китая. Это был огромный и хорошо укреплённый город с 6-7-миллионным населением, которое могло оказать маньчжурам упорное сопротивление. Если бы маньчжуров не пустили в город, им бы пришлось брать его штурмом или начать осаду. Доргонь не хотел ни того, ни другого. Ему нужно было мирно овладеть Пекином как будущей столицей Цинской империи. Доргонь умело воспользовался «манифестом для чиновников и народа», изданным У Саньгуем накануне его предполагавшегося вступления в Пекин. После издания манифеста жители столицы с нетерпением ожидали прибытия войска У Саньгуя. Они были заранее оповещены о вступлении 6 июня 1644 года войск У Саньгуя, который должен был привезти с собой наследника минского престола. Жителям приказали с утра выйти за крепостные ворота, чтобы приветствовать будущего императора династии Мин. Когда же торжественная встреча состоялась, то выяснилось, что привезли не того, кого ждали. А тем временем Доргонь с передовым отрядом «восьмизнамённых» маньчжурских войск беспрепятственно проник во внутренний город через другие ворота. Пекинцы ещё не знали, что сюда вошли не китайские воины У Саньгуя, а маньчжуры.
По приказу Дорогоня его воины по всем крепостным стенам столицы водрузили белые знамёна и флаги, выдавая себя за китайских солдат У Саньгуя. Даже высшие сановники династии Мин не сразу узнали, что дворцовый комплекс занят «варварами». Все это было неожиданностью не только для простого народа, но и для многих минских чиновников. На следующий день регент сменил китайскую охрану девяти ворот крепостной стены внутреннего города и объявил об отстранении китайских сановников от дворцовых дел. Минские сановники смиренно прибыли в императорский дворец на поклон к князю-регенту. Все они подали ему верноподданнические доклады с прошением взойти на вакантный китайский императорский престол. Однако Доргонь благоразумно отказался от этой чести и известил столичное население, что в Пекин скоро прибудет новый государь — маньчжурский богдохан.
Доргонь ввёл в Пекин все новые и новые «восьмизнамённые» части. Когда их оказалось достаточно, изгнал из Внутреннего и Императорского городов все китайское население. Затем повелел всем мужчинам-китайцам соорудить маньчжурскую причёску, обрить головы спереди, а волосы сзади заплести в косу. Чиновникам и прочему служилому люду регент приказал носить одежды маньчжурского образца.
19 октября 1644 года регент Доргонь доставил своего племянника Фулиня в Пекин и через одиннадцать дней провозгласил его императором Китая. Фулинь стал третьим монархом Маньчжурского государства и вторым цинским императором — после Абахая, но первым императором Китая, то есть хозяином наследия империи Мин. Правда, подавляющую часть распадающегося Минского государства маньчжурам ещё предстояло завоевать.
Главной заботой Доргоня оставалось завоевание территории минского Китая. Волевой, хитрый и коварный, он успешно применял выработанную ещё монголами практику окружения огромных территорий вместо их «фронтального» захвата. Такими гигантскими «клещами» Доргонь охватил сначала Северный Китай, а затем и остальную Минскую империю к югу от Янцзы. Под командованием Доргоня маньчжурские войска в 1644 году захватили провинции Чжили, Шаньси, Шэньси, Хэнань и Шаньдун, в 1645 году — провинции Цзянсу, Хубэй и Цзянси, в 1646 г. — провинции Сычуань, Фуцзянь и Чжэцзян. Между тем в 1648 году в ряде уже покорённых маньчжурами провинций (Гуандуне, Цзянси и Шаньси) вспыхнули выступления китайских патриотов против завоевателей. Однако благодаря организаторским и военным талантам Доргоня, его умелому руководству и энергии маньчжуры быстро преодолели кризис и перешли в контрнаступление. В этой критической ситуации регент в очередной раз показал себя талантливым стратегом и главнокомандующим, блистательным тактиком-полководцем. В 1649 году Дорогонь лично повёл стотысячное маньчжурское войско в Шаньси и умело подавил восстание мятежного военачальника Цзян Сяна. Сконцентрировав в своих руках власть верховного правителя и главнокомандующего, регент мог своевременно принимать ответственные решения и быстро перебрасывать войска с одного фронта на другой. Это дало Доргоню возможность остановить всеобщее наступление китайских патриотов и сторонников династии Мин 1648—1649 гг., а затем начать контрнаступление на их позиции.
Дорогнь завоевал Китай руками самих же китайцев. Всячески оберегая «драгоценную» маньчжурскую кровь, регент гнал на убой войска бывших минских военачальников, перешедших на службу к династии Цин. «Пушечным мясом» служили солдаты У Саньгуя, Кун Юдэ, Шан Кэси и Гэн Чжунмина. Последних Доргонь всячески поддерживал, жаловал им титулы «князей-данников». Чтобы сохранить жизни маньчжурских воинов, Доргонь использовал также конницу южномонгольских ханов и князей, давая им за это различные льготы. Заинтересованный в закупках оружия, и прежде всего у европейцев, он не препятствовал приезду христианских миссионеров и оказывал им знаки уважения.
Под командованием Доргоня находились пять из восьми маньчжурских «знамён». Власть его настолько окрепла, что в 1647 году он сместил своего двоюродного брата Цзиргалана с поста «регента-помощника», обвинив его в присвоении императорских привилегий. С устранением опасного соперника Доргонь стал единоличным и всемогущим владыкой при малолетнем богдохане Фулине.
Решение всех военных и административных дел, кадровых перестановок и денежных вопросов происходило в его ставке — в Наньчэне. Здесь же находилась главная регалия государства — Великая императорская печать. Без неё любой указ или эдикт был недействителен, не подлежал оглашению и исполнению. Власть Фулиня оставалась сугубо номинальной. Став фактически диктатором, Доргонь вызвал к себе враждебность многих маньчжурских князей и сановников. Их бесило, что Великая императорская печать — высший знак монаршей власти — хранилась в резиденции регента и он мог издавать указы от имени малолетнего императора, не обращаясь к нему за подписью. В то же время вокруг Доргоня сложилась мощная группировка приверженцев. Среди них его братья — Аджигэ и Додо, а также сын последнего — Дорбо. В эту клику входили князья и полководцы Боло (1612—1652), Никань, Маньдахай и Убай, высшие сановники империи, в том числе императорская родня. Регент уверенно опирался на своих братьев — бэйлэ Аджигэ (1605—1651) и Додо (1614—1649). Сместив в 1647 году Цзиргалана с поста регента, Доргонь назначил на его место младшего брата Додо. В 1649 году после смерти бэйлэ Додо от оспы Доргонь оказался единственным правителем Цинской империи. Тогда же он присоединил к титулу регента добавление «отец императора» (хуанфу).
С точки зрения маньчжурской аристократии регент Доргонь был деспотом. Он унижал знатных князей, обвинял их в разного рода проступках, злодеяниях и преступлениях, а затем бросал в темницу. С теми князьями и сановниками, кто осмеливался противиться ему, Доргонь был крайне суров и скор на расправу. В 1648 году Доргонь предъявил новые обвинения Цзиргалану, понизив его ещё раз по службе, титулам и рангам. В том же году Доргонь отправил в темницу и приказал умертвить своего племянника Хаогэ (старшего сына Абахая). При всем том Доргонь постоянно заботился о возвышении своего статуса: в 1643 году он получил титул «князь-регент», в 1644 году — «регент-дядя», в 1645 году — «регент-дядя императора», в 1649 году — «регент-отец императора». Доргонь вплотную подошёл к титулу «отец императора». Кроме того, у него появился и монгольский титул государя — каган, хан. Таким образом, Доргонь стремился сохранить своё всевластие и после достижения императором Фулинем совершеннолетия. По маньчжурским правилам, когда управление государством переходило к монарху, регент становился рядовым членом совета великих князей. Чтобы этого не произошло, Доргонь заранее создавал для себя исключительное положение. Однако 31 декабря 1650 года 38-летний цинский регент Доргонь внезапно скончался в Хара-Хотуне, недалеко от Великой китайской стены.